# Tom Longboat
Thomas Charles Longboat (4 juin 1887 – 9 janvier 1949, nom iroquois: Cogwagee, signifiant "Tout") est un coureur de fond Onondaga de la réserve des Six Nations près de Brantford, Ontario. Il aurait été surnommé le "bulldog of Britannia" et a également été soldat dans le Corps expéditionnaire canadien pendant la Première Guerre mondiale.  

## Carrière d'athlète
Quand Longboat est enfant, un Mohawk (Kanien'kehá: ka) résidant de la réserve nommé Bill Davis, qui en 1901 a terminé deuxième du marathon de Boston, l'intéresse à la course à pied. Il commence la course en 1905, terminant deuxième de la course de la Fête de la Reine à Caledonia, Ontario. Sa première victoire importante est lors de la Around the Bay Road Race à Hamilton, Ontario en 1906. En 1907, il remporte le marathon de Boston avec le nouveau temps record de 2:24:24 sur l'ancien parcours de 25 miles. Il participe au marathon des Jeux Olympiques de 1908 mais ne parvient pas à finir la course. Un marathon "revanche", avec d'autres coureurs de premier plan, est organisé la même année au Madison Square Garden de New York, que Longboat remporte. Il devient  professionnel en 1909 et remporte le titre du World’s Professional Marathon Championship en battant Dorando Pietri et Alfred Shrubb,.  

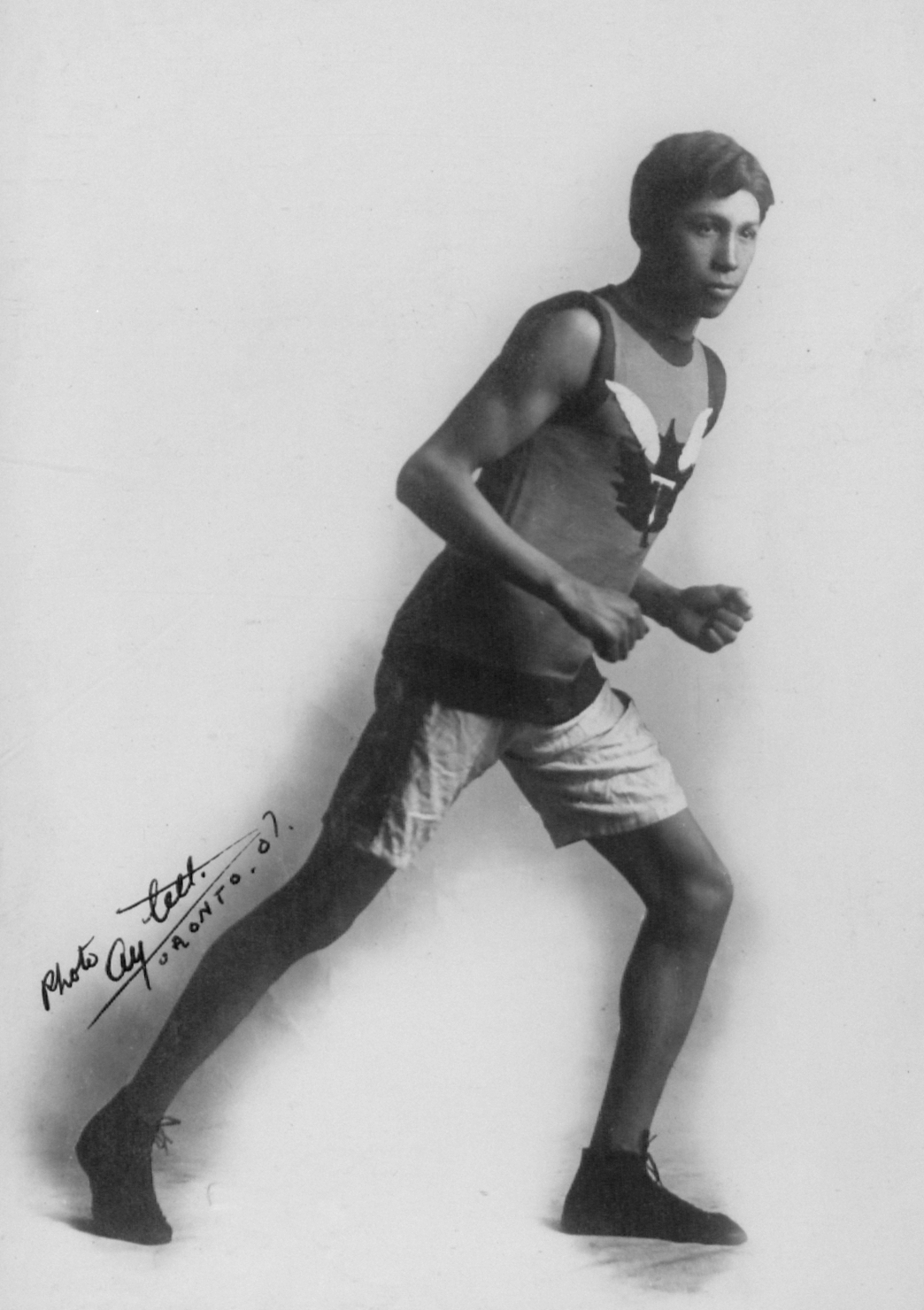
Tom Longboat en 1907

Ses entraîneurs n'approuvent pas son alternance de durs entraînements avec un «repos actif» comme de longues marches. Lorsqu'il est professionnel, ces périodes de récupération agacent ses promoteurs et la presse sportive le qualifie souvent de «paresseux», même si la pratique d'incorporer des jours «durs», «faciles» et «récupération» à l'entraînement est aujourd'hui normale.  À cause de cela et d'autres conflits avec ses gestionnaires, Longboat décide de racheter son contrat en 1911. 
Des problèmes de genou et de dos commencent à faire souffrir Longboat après 1909. Bien que cela soit de notoriété publique, les journalistes blâment souvent la «paresse indienne» pour sa mauvaise performance occasionnelle. L'ancien directeur de Longboat, Tom Flanagan, répand également de fausses rumeurs selon lesquelles Longboat s'entraîne rarement, contribuant à cette attitude publique des écrivains sportifs envers Longboat,. En 1911, il est condamné à une peine avec sursis à Toronto pour ivresse, ce qui suscite de nouvelles critiques de la part des journalistes. Un mois plus tard, Longboat remporte deux courses majeures au stade de Hanlan's Point, établissant un record personnel dans la course de 12 milles.    
Le principal rival de Longboat est Alfred Shrubb, qu'il a affronté dix fois, remportant toutes les courses à 20 miles ou plus et perdant toutes celles sur des distances plus courtes. 
Longboat sert de coureur d'expédition en France pendant la Première Guerre mondiale tout en maintenant une carrière professionnelle. Il est blessé deux fois et déclaré mort deux fois alors qu'il sert en Belgique. Des faits de guerre lui sont attribués tel que le fait qu'il aurait été enterré six jours avec des camarades à la suite de l'explosion d'un obus. Cependant, Longboat lui-même démystifia cela dans une interview avec Lou Marsh en 1919. Il prend sa retraite après la guerre.  
Bien qu'officiellement amateur, Longboat n'a perdu que trois courses au total, dont l'une était sa première, la course de la Fête de la Reine. Au moment où il devient professionnel, il possède deux records nationaux et plusieurs records du monde non officiels. Après avoir rejoint les rangs professionnels, il établit des records du monde pour les courses de 24 et 32 kilomètres,.  

## Vie privée

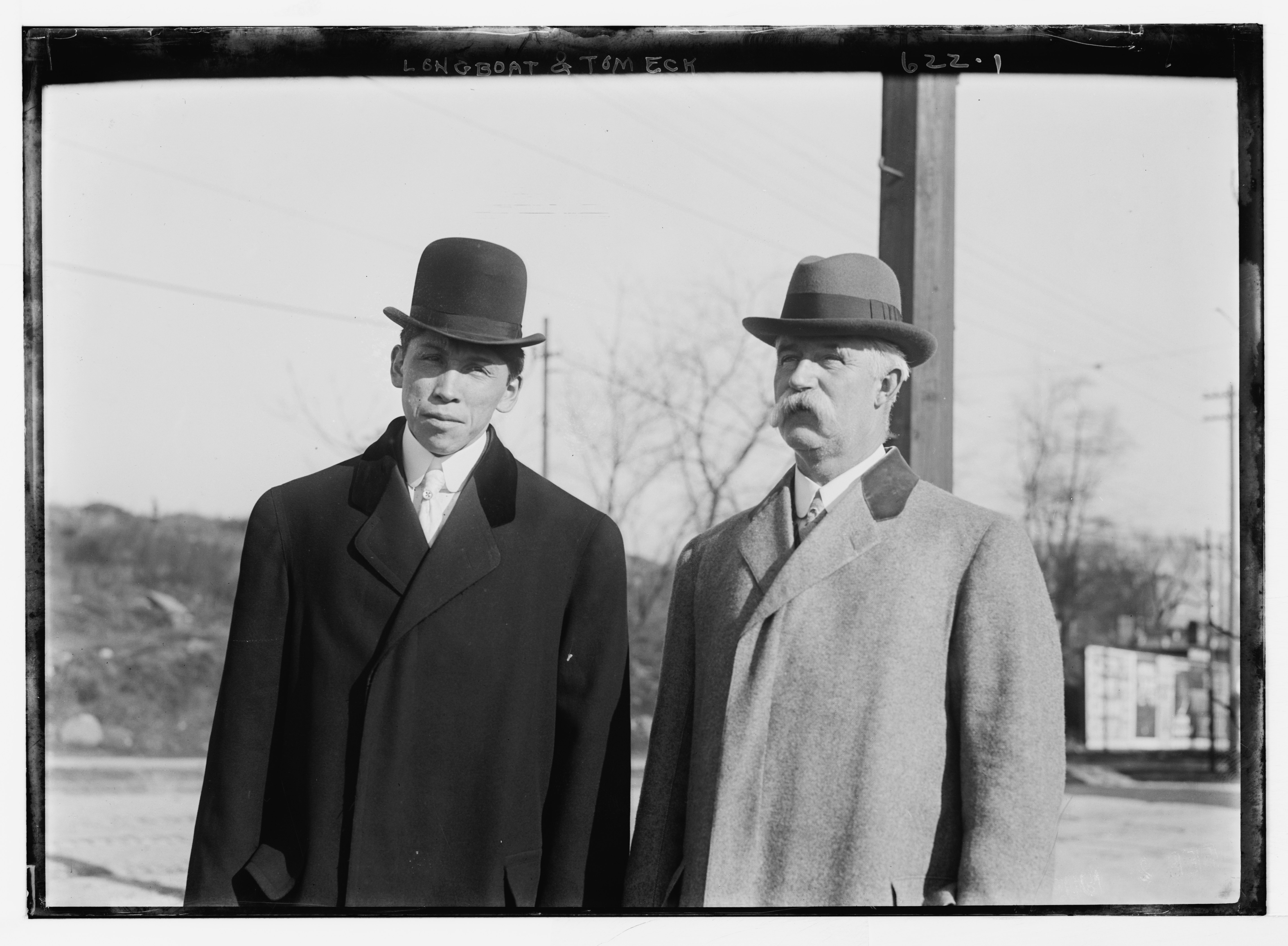
Tom Longboat (à gauche) et son entraîneur Tom Eck.

Longboat grandit dans une famille pauvre vivant dans une petite ferme. Son père meurt alors qu'il a 3 ans. Il est inscrit dans un pensionnat à l'âge de 12 ans, une obligation légale en vertu de la Loi sur les Indiens à l'époque. Il déteste l'école, où il est poussé à abandonner ses croyances onondagas en faveur du christianisme. Il doit également renoncer à sa langue. Après une première tentative d'évasion infructueuse, Longboat parvient à rejoindre la maison de son oncle, qui le cache des autorités. Après les succès sportifs de Longboat, il est invité à prendre la parole à l'institut. Il refuse, déclarant que «je n'enverrais même pas mon chien à cet endroit».  
En 1908, il épouse Lauretta Maracle. En février 1916, il s'enrôle dans l'Armée canadienne pour transmettre des messages entre les postes militaires.  Alors qu'il sert dans l'Armée canadienne, il est victime de vol d'identité. De la fin de 1916 à l'été 1917, Edgar Laplante (1888-1944), chanteur de vaudeville blanc né dans le Rhode Island, escroc et ancien interprète de médecine, voyage en Amérique en se faisant passer pour lui et en profitant de sa célébrité. En août 1917, Laplante arriva à New York, où il s'enrôle sous le nom de Longboat comme membre d'équipage civil auprès du US Army Transport Service. La nouvelle de l'arrivée de Longboat dans cette branche de l'armée génère de nombreux articles de journaux américains, illustrés par des photographies de Laplante, qui ne ressemble en rien au vrai Longboat. Pendant le voyage initial de Laplante à bord du SS Antilles, un débat éclate dans le «Brooklyn Daily Eagle» pour savoir si le vrai Longboat est en France ou avec le service de transport de l'armée américaine. Le "Brooklyn Daily Eagle" se range finalement du côté de l'imposteur. Finalement, Longboat entend parler de son imposteur et écrit une lettre à son sujet, qui finit par être citée dans plusieurs journaux américains,.  Dans sa lettre, il menace de poursuites judiciaires contre l'imposteur. 
Lorsque des rapports erronés atteignent l'Amérique selon lesquels Longboat fut tué au combat alors qu'il servait dans l'armée canadienne en France, les articles de journaux américains qui en résultaient étaient souvent illustrés par des photos de l'imposteur, Edgar Laplante.  Sa femme Lauretta, le croyant mort, se remarie en 1918. Bien que ravie d'apprendre ensuite qu'il a survécu, elle ne quitte finalement pas son nouveau mari.  Longboat épouse plus tard Martha Silversmith, avec qui il a quatre enfants. Après la guerre, Longboat s'installe à Toronto où il travaille jusqu'en 1944. Il se retire ensuite dans la réserve des Six Nations et meurt d'une pneumonie à 61 ans le 9 janvier 1949.

## Postérité
Après la mort de Longboat, Alfred Shrubb déclaré dans une interview qu'«il était l'un des plus grands, sinon le plus grand marathonien de tous les temps».  
En 1951, les Tom Longboat Awards sont institués par Jan Eisenhardt. Ce programme, administré depuis 1999 par l'Aboriginal Sport Circle, honore chaque année des athlètes et des sportifs exceptionnels des Premières Nations dans chaque province ; les gagnants nationaux masculins et féminins sont choisis parmi les gagnants provinciaux. Longboat est intronisé au Temple de la renommée des sports du Canada en 1955,. Il fait également partie du Temple de la renommée des sports de l'Ontario, intronisé en 1996, et au Temple de la renommée indienne.  
Longboat est également commémoré chaque année par une course portant son nom sur les îles de Toronto. 
En 1976, Longboat est désigné personnage historique national.  
Il est la première personne d'origine amérindienne (Onondaga) à remporter le marathon de Boston, et l'un des deux seuls Amérindiens à l'avoir remporté (l'autre étant Ellison Brown, une Narragansett).  
Un timbre-poste de 46 cents de première classe honorant Longboat est émis par Postes Canada le 17 février 2000.  
En 2008, la St. Lawrence Neighbourhood Association organise la dénomination de nombreuses voies dans leur secteur de la ville de Toronto. Une voie au sud de Longboat Avenue est officiellement nommée Tom Longboat Lane en 2013. 
En 2008, le 4 juin est officiellement déclaré «Tom Longboat Day» en Ontario avec l'adoption du projet de loi 120, un projet de loi d'initiative parlementaire présenté par le député provincial Michael Colle. 
Le Doodle de Google du 4 juin 2018 célèbre la vie et l'héritage de Tom Longboat et est distribué au Canada et aux États-Unis.  